# Jägerhorn
Lo Jägerhorn è una montagna che si trova nel Gruppo del Monte Rosa nelle Alpi Pennine alta 3.970 m s.l.m. Bifida sommità rocciosa sormontata da un segnale trigonometrico, si eleva lungo la linea di confine tra l'Italia e la Svizzera e precisamente tra il Piccolo Fillar e la Punta Nordend.

## Descrizione
Si presenta con due versanti ben distinti: quello italiano articolato da un possente costolone roccioso (Jägerrücken) si spinge fra i ghiacciai del Nordend e del Fillar; quello svizzero digrada ricoperto di ghiacci verso il ghiacciaio del Gorner.

## Storia
La prima ascensione fu compiuta il 17 luglio 1867 da C.E. Mathews e F. Morshead con Christian Almer e Andreas Maurer per il crestone est (Jägerrücken).

## Informazioni
Poco sotto la vetta, isolato tra i ghiacci e circondato da un ambiente grandioso, si trova il Bivacco Città di Gallarate.

## Ascensione alla vetta
- Dal versante svizzero è possibile salire sulla cima partendo dalla Monte Rosa Hütte.
- Dal versante italiano vi si accede dal Rifugio Eugenio Sella oppure dal Bivacco Belloni (Jägerrücken, itinerario alpinistico, difficoltà: AD).